# Governo Balbo
Il Governo Balbo è stato il primo esecutivo (o da qui in poi, “Ministero costituzionale”, per distinguerli dai ministeri pre-statutari) del Regno di Sardegna, guidato da Cesare Balbo. 
Esso, nato in seguito all’approvazione dello Statuto Albertino, è rimasto in carica dal 16 marzo al 27 luglio 1848 (sebbene già dimissionario dal precedente 5 luglio), per un totale di 133 giorni, ossia 4 mesi ed 11 giorni.
Questo esecutivo è stato altresì il primo del Regno di Sardegna ad essere stato guidato da un membro della Destra storica.

## Compagine di governo

### Appartenenza politica
| Partito | Partito                 | Presidente | Ministri | Totale |
| ------- | ----------------------- | ---------- | -------- | ------ |
|         | Destra storica          | 1          | 2        | 3      |
|         | Indipendente (politica) | -          | 5        | 5      |
|         | Militare                | -          | 1        | 1      |

## Composizione
| Carica                                | Titolare                              | Titolare                              | Titolare                                                |
| Presidenza del Consiglio dei ministri | Presidenza del Consiglio dei ministri | Presidenza del Consiglio dei ministri | Presidenza del Consiglio dei ministri                   |
| ------------------------------------- | ------------------------------------- | ------------------------------------- | ------------------------------------------------------- |
| Presidente del Consiglio dei ministri |                                       |                                       | Cesare Balbo (Destra storica)                           |
| Ministri senza portafoglio            |                                       |                                       |                                                         |
| Ministri senza portafoglio            |                                       |                                       | Vincenzo Gioberti (Destra storica) (dal 20 luglio 1848) |
| Ministero                             | Ministri                              | Ministri                              | Ministri                                                |
| Affari Esteri                         |                                       |                                       | Vincenzo Ricci (Indipendente)                           |
| Lavori Pubblici                       |                                       |                                       | Luigi des Ambrois de Nevache (Indipendente)             |
| Interno                               |                                       |                                       | Lorenzo Pareto (Indipendente)                           |
| Pubblica Istruzione                   |                                       |                                       | Carlo Bon Compagni di Mombello (Destra storica)         |
| Guerra                                |                                       |                                       | Antonio Franzini (Indipendente)                         |
| Finanze                               |                                       |                                       | Ottavio Thaon di Revel (Indipendente)                   |
| Grazia e Giustizia e Affari di Culto  |                                       |                                       | Federigo Sclopis di Salerano (Indipendente)             |

## Cronologia

### 1848
- 16 marzo - Il governo giura dinnanzi al Re.
- 17 marzo - Dopo aver ufficialmente firmato lo Statuto Albertino in data 4 marzo in risposta ai moti dello stesso anno, sono indette dal Re Carlo Alberto di Savoia le prime elezioni per la Camera dei deputati, con gli elettori piemontesi convocati per il 17 aprile (data successivamente posticipata al 27 aprile con D.Lgt. del 9 aprile 1848, n. 697) e il nuovo Parlamento per l’8 maggio.
  - Nella stessa seduta è approvata la prima legge elettorale del Regno (L. del 17 marzo 1848, n. 680).
- 18-22 marzo - Nel quadro dei medesimi Moti del 1848, a Milano scoppiano dei violenti tumulti anti-austriaci, le quale verranno represse nel sangue dal generale Josef Radetzky.
- 23 marzo - Venuto a conoscenza del triste destino dei manifestanti, il Re decide di dichiarare guerra all’Impero Austriaco (probabilmente sia per evitare tumulti interni apparendo come un sovrano moderato e liberale che per ingrandire il Regno di Sardegna): è l’inizio della Prima guerra d'indipendenza. Egli viene presto coadiuvato nell’impresa da legioni del Regno delle Due Sicilie e dello Stato Pontificio, ma queste truppe lasceranno presto lo scontro quasi senza combattere per una serie di ragioni interne (sebbene molti volontari decisero comunque di restare), e dallo scoppio di numerosi moti rivoluzionari in altri Stati preunitari.
- 25-26 marzo - Le truppe piemontesi, accompagnate da un vessillo tricolore voluto dal Re, attraversano il Ticino, mentre gli austriaci, pressati dalle numerose rivolte, si ritirano nelle Fortezze del Quadrilatero: l’esercito di Carlo Alberto di Savoia entra quasi senza resistenze, seppur lentamente per la mancata conoscenza del territorio, in Lombardia, e giungendo così il 31 marzo a Brescia ed il 7 aprile a Mantova.
- 8 aprile - Giunti vicino le Fortezze del Quadrilatero, i piemontesi si appostano sulla sponda destra del Mincio, in attesa di attaccare. Per cercare di spianare la strada, si tiene la Battaglia del ponte di Goito, risultata in una vittoria piemontese, mentre alcune truppe cercano di sfondare le difese in Trentino Alto-Adige per raggiungere Trento e bloccare così la linea degli approvvigionamenti: la c.d. Invasione del Trentino terminerà con un nulla di fatto il 27 aprile.
- 27 aprile - Si svolgono le elezioni politiche: La Destra storica ottiene un buon piazzamento.
- 30 aprile - Cercando di avanzare oltre l’Adige, si tiene la Battaglia di Pastrengo. Essa risulta in una vittoria piemontese.
- 6 maggio - Il tentativo di prendere Verona culmina nella Battaglia di Santa Lucia. Gli Austriaci vincono.
- 29 maggio - Al fine di eleggere anche a costoro i propri rappresentanti, sono convocati gli elettori del Ducato di Parma e Piacenza, recentemente entrato nella sfera sardo-piemontese, rispettivamente per il 15 luglio ed il 20 giugno.
  - Nella stessa giornata, nonostante volontari, rivoltosi della Repubblica di San Marco e militari avessero fiancheggiato gli Austriaci tentando di rallentarli, i rinforzi giunti a Verona danno modo di far battere in ritirata i piemontesi con la Battaglia di Curtatone e Montanara.
- 30 maggio - Con la Battaglia di Goito, pur avendo i piemontesi vinto tatticamente, viene ceduta Peschiera del Garda.
- 10 giugno - Vicenza viene riconquistata dagli Austriaci con la Battaglia di Monte Berico.
- 5 luglio - In seguito all’approvazione, alla Camera dei deputati, di una mozione contraria alla posizione del governo sulla questione lombarda (modalità per l'unione della Lombardia) e delle Provincie di Padova, Vicenza, Treviso e Rovigo, il governo rassegna le proprie dimissioni. Il Re dunque, dopo averle accolte, incarica Gabrio Casati.[2]
- 22-27 luglio - Si tiene la fatidica Battaglia di Custoza, la quale, risultando in una sonora vittoria austriaca, costringe i piemontesi, insieme ad altri scontri, a rientrare verso Milano.
- 27 luglio - Con il giuramento del nuovo esecutivo termina ufficialmente l’esperienza di governo.